# Cantone di Senones
Il Cantone di Senones era una divisione amministrativa dell'arrondissement di Saint-Dié-des-Vosges.
È stato soppresso a seguito della riforma complessiva dei cantoni del 2014, che è entrata in vigore con le elezioni dipartimentali del 2015.
Comprendeva i comuni di:
- Ban-de-Sapt
- Belval
- Châtas
- Denipaire
- Grandrupt
- Hurbache
- Ménil-de-Senones
- Le Mont
- Moussey
- Moyenmoutier
- La Petite-Raon
- Le Puid
- Saint-Jean-d'Ormont
- Saint-Stail
- Le Saulcy
- Senones
- Le Vermont
- Vieux-Moulin